# Аркадя (Ловицький повіт)
Аркадя (пол. Arkadia) — село в Польщі, у гміні Неборув Ловицького повіту Лодзинського воєводства.
Населення — 234 особи (2011).
У 1975-1998 роках село належало до Скерневицького воєводства.

## Демографія
Демографічна структура станом на 31 березня 2011 року:
|          | Загалом | Допрацездатний вік | Працездатний вік | Постпрацездатний вік |
| -------- | ------- | ------------------ | ---------------- | -------------------- |
| Чоловіки | 114     | 16                 | 88               | 10                   |
| Жінки    | 120     | 21                 | 71               | 28                   |
| Разом    | 234     | 37                 | 159              | 38                   |